# Bouchamps-lès-Craon
Bouchamps-lès-Craon est une commune française, située dans le département de la Mayenne en région Pays de la Loire, peuplée de 611 habitants.
La commune fait partie de la province historique de l'Anjou (Haut-Anjou).

## Géographie
La commune se trouve au Sud du département, à environ 5 km de Craon, à environ 33 km au sud-ouest du centre de Laval.

### Climat
Pour des articles plus généraux, voir Climat des Pays de la Loire et Climat de la Mayenne.
En 2010, le climat de la commune est de type climat océanique altéré, selon une étude du CNRS s'appuyant sur une série de données couvrant la période 1971-2000. En 2020, Météo-France publie une typologie des climats de la France métropolitaine dans laquelle la commune est exposée à un climat océanique et est dans la région climatique  Bretagne orientale et méridionale, Pays nantais, Vendée, caractérisée par une faible pluviométrie en été et une bonne insolation. 
Pour la période 1971-2000, la température annuelle moyenne est de 11,4 °C, avec une amplitude thermique annuelle de 13,8 °C. Le cumul annuel moyen de précipitations est de 743 mm, avec 12,4 jours de précipitations en janvier et 6,9 jours en juillet. Pour la période 1991-2020, la température moyenne annuelle observée sur la station météorologique de Météo-France la plus proche, sur la commune de Ballots à 10 km à vol d'oiseau, est de 11,8 °C et le cumul annuel moyen de précipitations est de 782,1 mm,. Pour l'avenir, les paramètres climatiques de la commune estimés pour 2050 selon différents scénarios d'émission de gaz à effet de serre sont consultables sur un site dédié publié par Météo-France en novembre 2022.

## Urbanisme

### Typologie
Au 1er janvier 2024, Bouchamps-lès-Craon est catégorisée commune rurale à habitat très dispersé, selon la nouvelle grille communale de densité à sept niveaux définie par l'Insee en 2022.
Elle est située hors unité urbaine. Par ailleurs la commune fait partie de l'aire d'attraction de Craon, dont elle est une commune de la couronne,. Cette aire, qui regroupe 9 communes, est catégorisée dans les aires de moins de 50 000 habitants,.

### Occupation des sols
L'occupation des sols de la commune, telle qu'elle ressort de la base de données européenne d’occupation biophysique des sols Corine Land Cover (CLC), est marquée par l'importance des territoires agricoles (96,7 % en 2018), en diminution par rapport à 1990 (98,1 %). La répartition détaillée en 2018 est la suivante : 
terres arables (53 %), prairies (36,9 %), zones agricoles hétérogènes (6,8 %), forêts (1,9 %), zones urbanisées (1,4 %). L'évolution de l’occupation des sols de la commune et de ses infrastructures peut être observée sur les différentes représentations cartographiques du territoire : la carte de Cassini (XVIIIe siècle), la carte d'état-major (1820-1866) et les cartes ou photos aériennes de l'IGN pour la période actuelle (1950 à aujourd'hui).

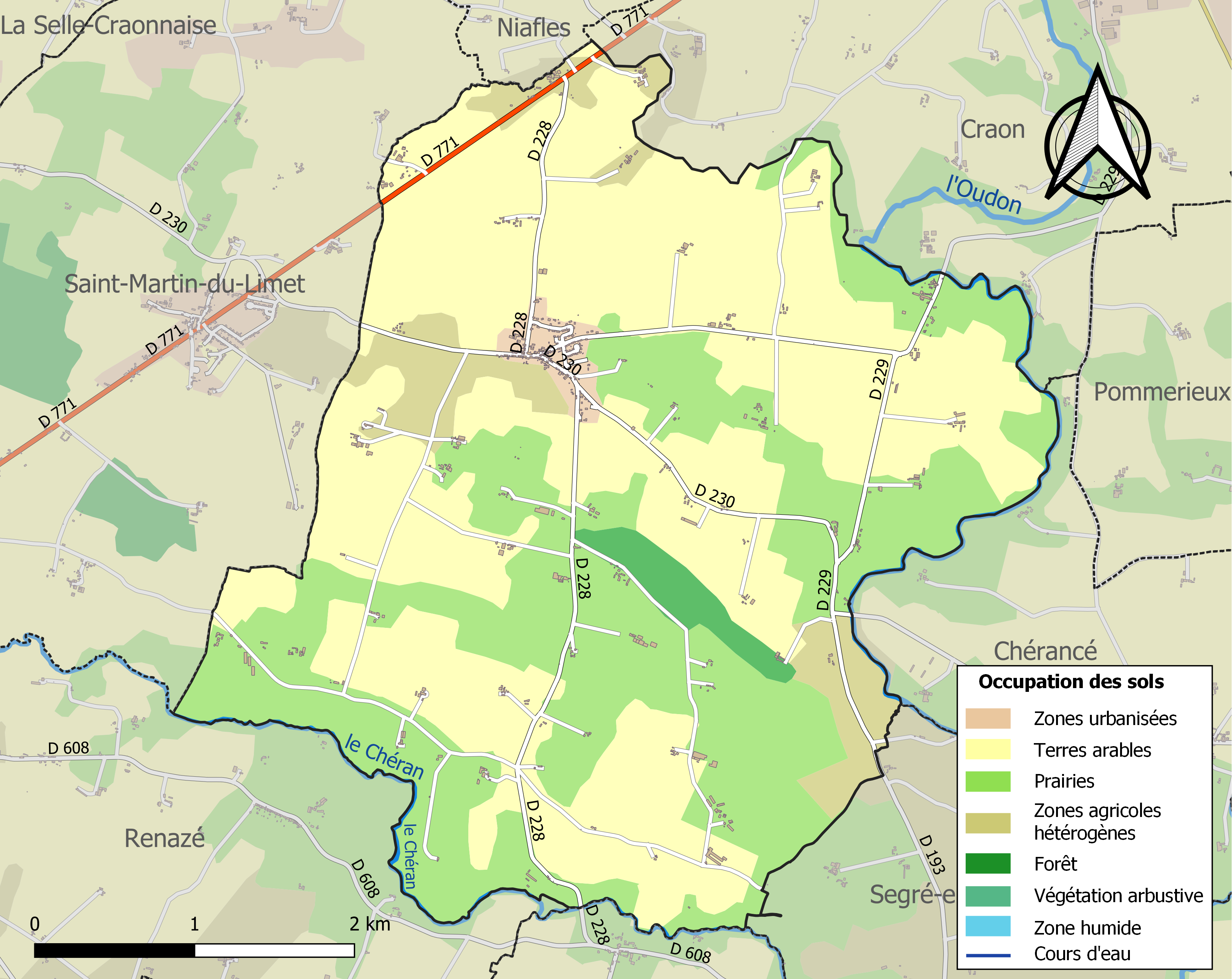
Carte des infrastructures et de l'occupation des sols de la commune en 2018 (CLC).

## Histoire
Sous l’Ancien Régime, la commune faisait partie du fief de la baronnie angevine de Craon dépendait de la sénéchaussée principale d'Angers et du pays d'élection de Château-Gontier.

## Politique et administration
| Période   | Période   | Identité            | Étiquette | Qualité             |
| --------- | --------- | ------------------- | --------- | ------------------- |
| ?         | mars 2001 | Philippe Taddei     |           |                     |
| mars 2001 | mars 2008 | Alain Touplin       |           | Retraité            |
| mars 2008 | mars 2014 | Roland Morineau     |           | Exploitant agricole |
| mars 2014 | En cours  | Jean-Claude Delanoë |           | Agriculteur         |

## Population et société

### Démographie
L'évolution du nombre d'habitants est connue à travers les recensements de la population effectués dans la commune depuis 1793. Pour les communes de moins de 10 000 habitants, une enquête de recensement portant sur toute la population est réalisée tous les cinq ans, les populations de référence des années intermédiaires étant quant à elles estimées par interpolation ou extrapolation. Pour la commune, le premier recensement exhaustif entrant dans le cadre du nouveau dispositif a été réalisé en 2004.

En 2022, la commune comptait 611 habitants, en évolution de +10,49 % par rapport à 2016 (Mayenne : −0,73 %, France hors Mayotte : +2,11 %).
| 1793 | 1800 | 1806 | 1821 | 1831 | 1836 | 1841 | 1846 | 1851 |
| ---- | ---- | ---- | ---- | ---- | ---- | ---- | ---- | ---- |
| 781  | 712  | 555  | 727  | 750  | 724  | 737  | 746  | 752  |

| 1856 | 1861 | 1866 | 1872 | 1876 | 1881 | 1886 | 1891 | 1896 |
| ---- | ---- | ---- | ---- | ---- | ---- | ---- | ---- | ---- |
| 739  | 760  | 725  | 676  | 664  | 661  | 692  | 700  | 658  |

| 1901 | 1906 | 1911 | 1921 | 1926 | 1931 | 1936 | 1946 | 1954 |
| ---- | ---- | ---- | ---- | ---- | ---- | ---- | ---- | ---- |
| 635  | 649  | 649  | 559  | 607  | 608  | 604  | 610  | 587  |

| 1962 | 1968 | 1975 | 1982 | 1990 | 1999 | 2004 | 2006 | 2009 |
| ---- | ---- | ---- | ---- | ---- | ---- | ---- | ---- | ---- |
| 536  | 525  | 528  | 518  | 507  | 514  | 537  | 552  | 566  |

| 2014 | 2019 | 2022 | - | - | - | - | - | - |
| ---- | ---- | ---- | - | - | - | - | - | - |
| 558  | 587  | 611  | - | - | - | - | - | - |

## Lieux et monuments
- Église paroissiale Saint-Pierre. Elle se démarque par son architecture ancienne et la qualité de ses décors. Sous ses vestiges du XIIe siècle, elle forme un écrin aux peintures murales du XIXe siècle qui recouvrent la totalité de ses murs intérieurs, œuvres du peintre angevin René Jouhan, des retables classés à titre d'ojets aux Monuments historiques[18] et des fresques datées de la fin du Moyen Âge. Ces richesses font actuellement l'objet d'un important projet de restauration (2017)[réf. nécessaire].
- Château de la Bouche d'Uzure.
- Pierre dressée du Haut-Bois.
- Pierres de la Cahorie.

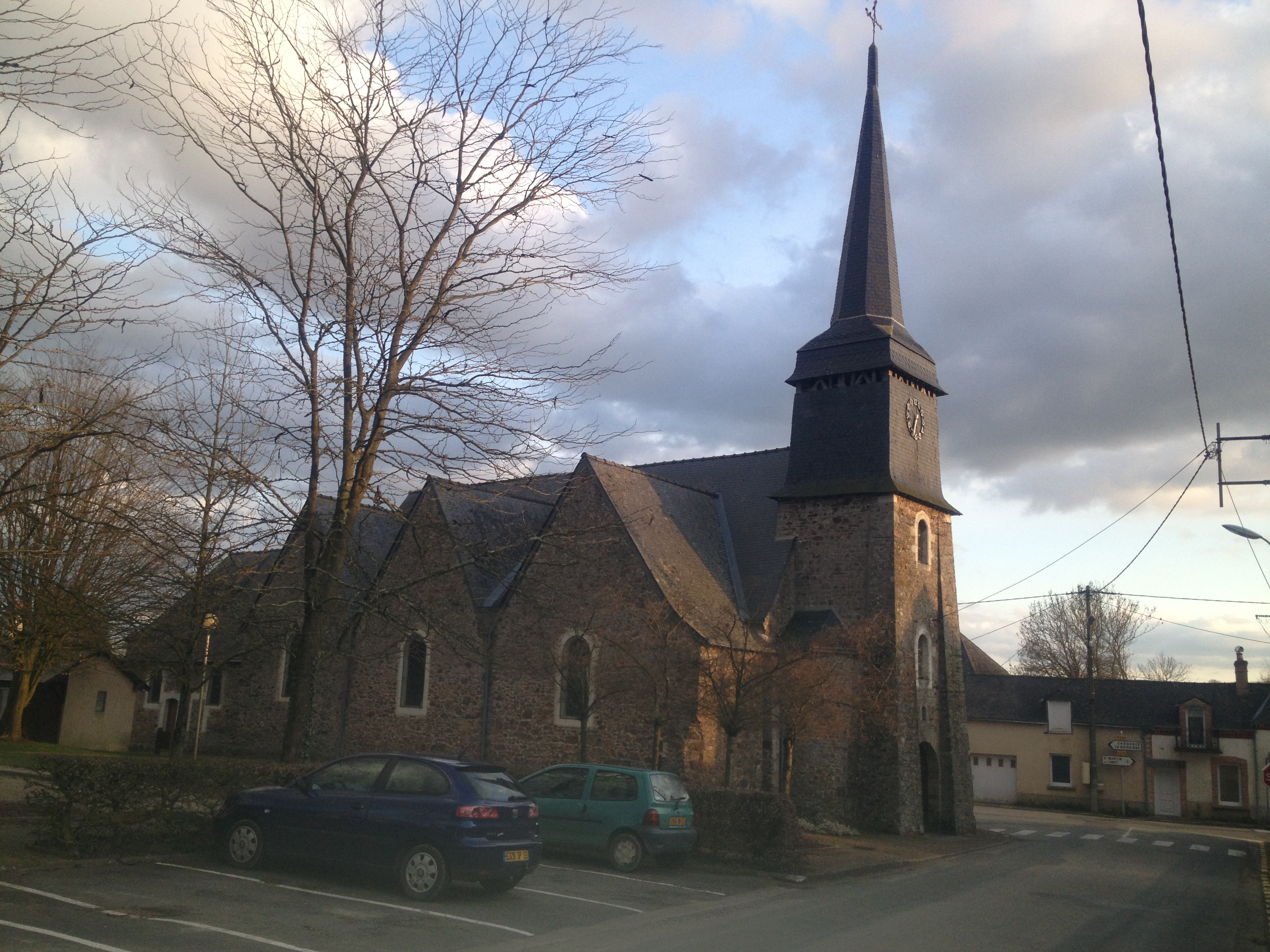
Église Saint-Pierre.
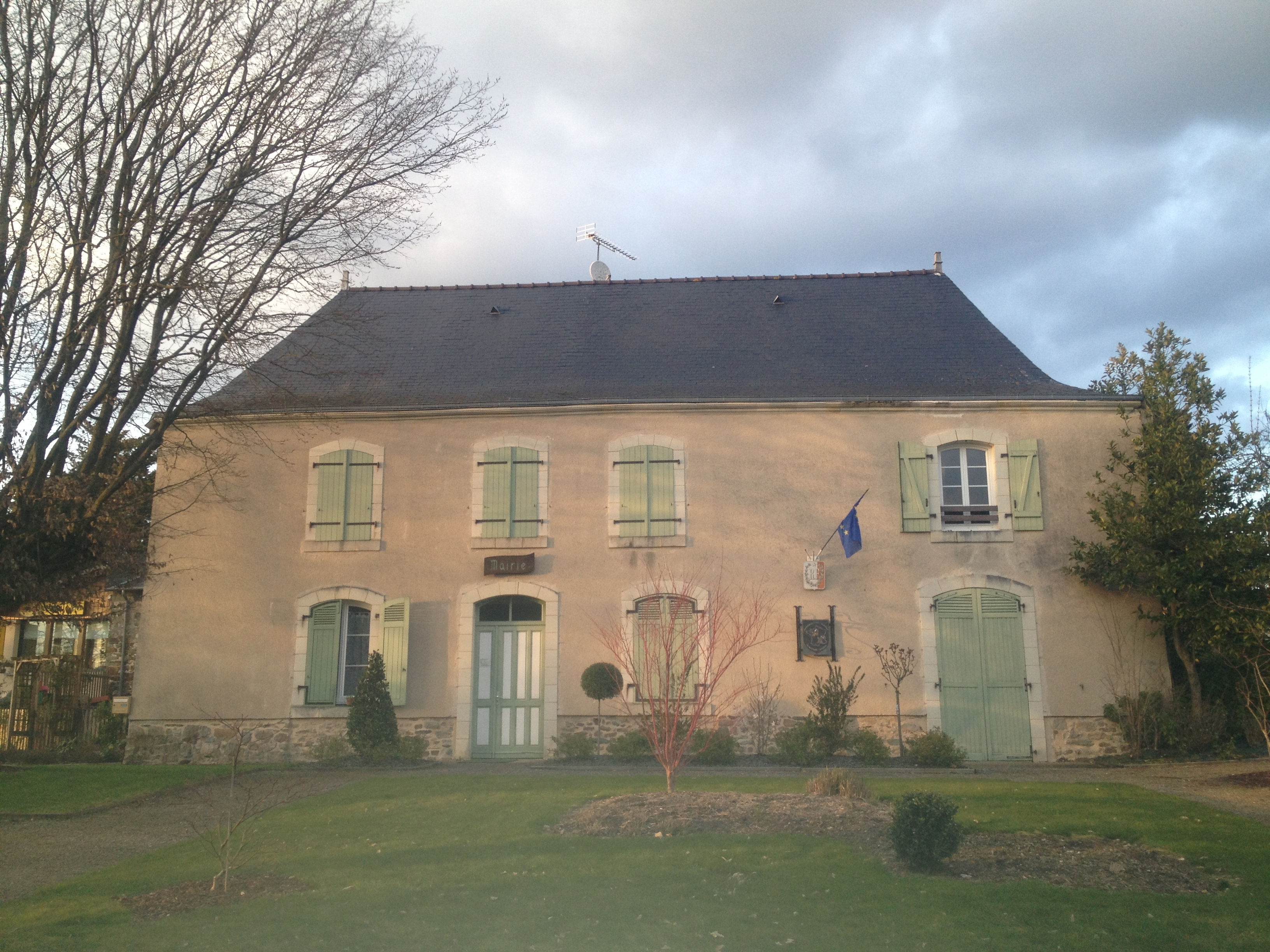
Mairie.
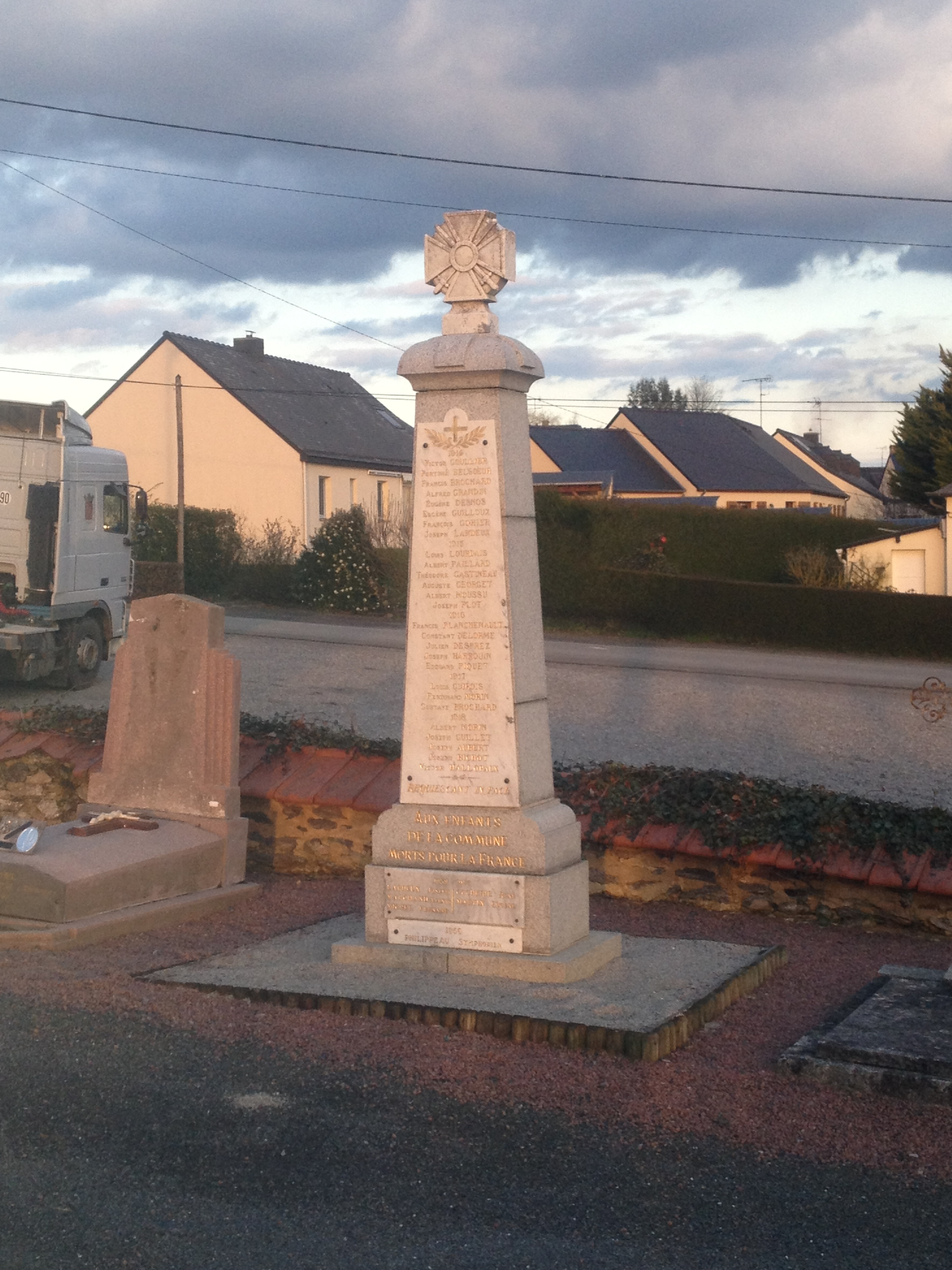
Monument aux morts.
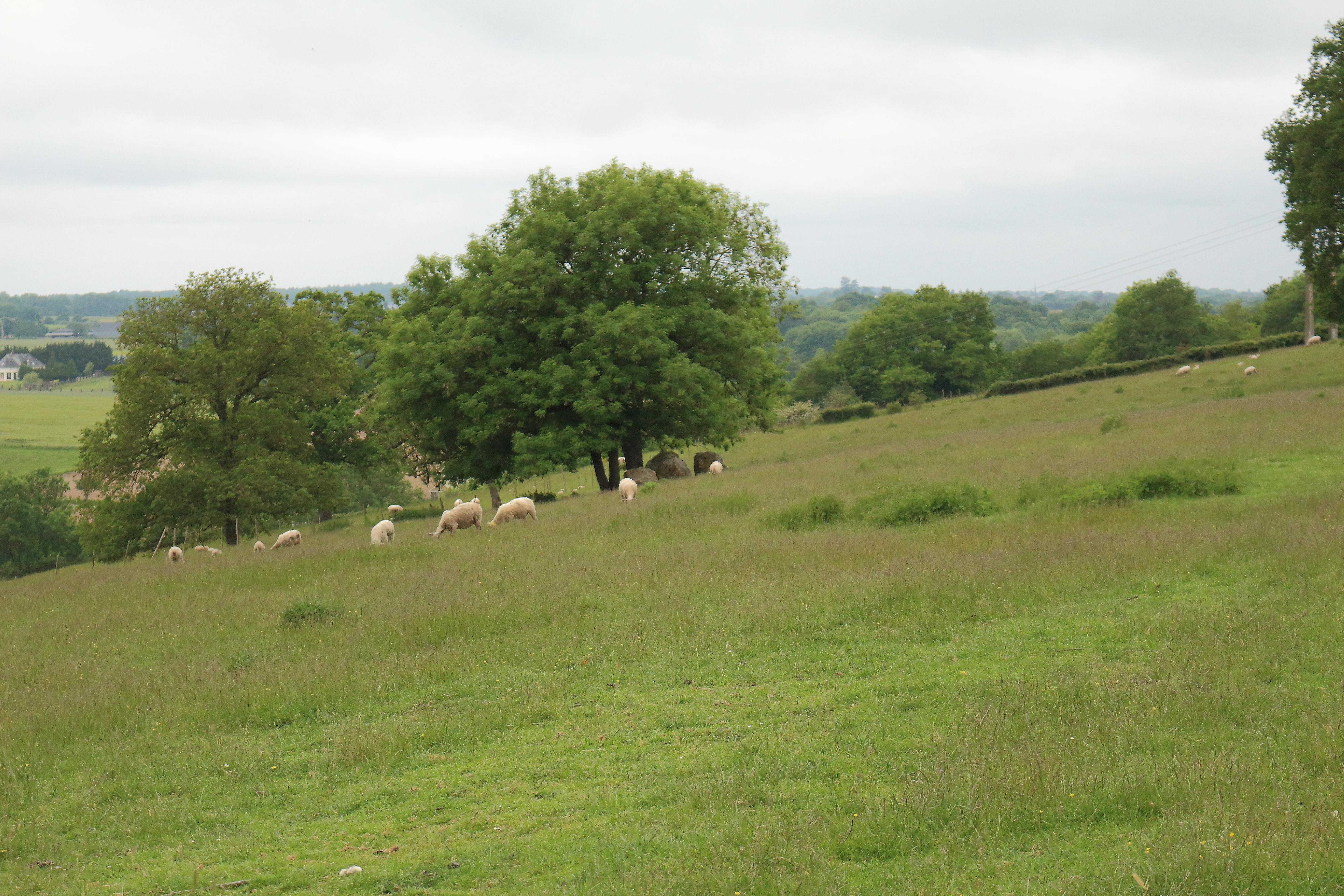
Pierres de la Cahorie.

## Héraldique
| Blason de Bouchamps-lès-Craon | Blason  | De gueules, à une épée basse d’argent, mise en pal ; au chef cousu de sable, chargé de trois fleurdelys d’argent. |
| Blason de Bouchamps-lès-Craon | Détails | Le gueules avec l’épée d’argent sont la reprise du blason du seigneur Lantivy, dernier seigneur de Bouchamps. Son blason exact est “de gueules à une épée d’argent en pal la pointe en bas”. La reprise intégrale du blason du seigneur étant interdite pour la commune, il suffit de reprendre un ou plusieurs éléments. Le chef de sable avec les trois fleurdelys d’argent proviennent des armes du seigneur de Saugère qui possédait le village. Son blason exact est “de sable à six fleurdelys d’argent 3, 2 et 1”. Les ornements sont deux gerbes de blé d'or, mises en sautoir par la pointe et liées de gueules, afin de rendre hommage au travail agricole. Le listel d'argent porte le nom de la commune en lettres majuscules de sable. La couronne de tours dit que l’écu est celui d’une commune ; elle n’a rien à voir avec des fortifications. Le statut officiel du blason reste à déterminer. |